# يوهان هيرمان
يوهان هيرمان (بالفرنسية: Jean Hermann)‏ (و. 1738 – 1800 م) هو طبيب، وعالم طبيعي، وعالم حيواني، وعالم طيور، وعالم نبات، وأكاديمي، وأستاذ جامعي، وكاتب من الجمهورية الفرنسية الأولى . ولد في بار .
توفي في ستراسبورغ ، عن عمر يناهز 62 عاماً.

## التعليم
تعلم في جامعة ستراسبورغ